# Volta a Cataluña 1983
La Volta a Cataluña 1983 fue 63.ª edición de la Volta a Cataluña, que se disputó en 7 etapas del 7 al 14 de septiembre de 1983 con un total de 1270,4 km. El vencedor final fue el catalán Josep Recio del equipo Kelme por ante Faustino Rupérez del Zor-Gemeaz Cosan, y de Julius Thalmann del Cilo-Aufina.
La tercera y la séptima etapas estabas divididas en dos sectores. había dos contrarrelojes individuales, una en el prólogo de Llansá y la otra en el segundo sector de la séptima etapa.
Los tiempos del segundo sector de la tercera etapa, no contaban para la general y solo valían las bonificaciones.
José Recio conseguía, seguramente la victoria más importante de su carrera. El triunfo final rayó la etapa de Manresa donde obtuvo una ventaja de tiempo ya definitivo.

## Etapas
| Etapa   | Fecha            | Ciudades de etapa             | km    | Vencedor de la etapa | Líder de la general |
| ------- | ---------------- | ----------------------------- | ----- | -------------------- | ------------------- |
| Prólogo | 7 de septiembre  | Salou – Salou (CRI)           | 3,8   | Bert Oosterbosch     | Bert Oosterbosch    |
| 1.ª     | 8 de septiembre  | Salou – Amposta               | 194,0 | Frank Hoste          | Bert Oosterbosch    |
| 2.ª     | 9 de septiembre  | Amposta – Lérida              | 168,3 | Ludo Peeters         | Bert Oosterbosch    |
| 3.ª     | 10 de septiembre | Lérida– Esplugas de Llobregat | 161,5 | Frank Hoste          | Jesús Blanco Villar |
| 3.ª B   | 10 de septiembre | Barcelona - Barcelona         | 45,0  | Noël Dejonckheere    | Jesús Blanco Villar |
| 4.ª     | 11 de septiembre | Barcelona - Olot              | 172,0 | Ludo Peeters         | Ludo Peeters        |
| 5.ª     | 12 de septiembre | Olot - Playa de Aro           | 159,0 | Gilbert Glaus        | Ludo Peeters        |
| 6.ª     | 13 de septiembre | Gerona – Manresa              | 204,0 | José Recio           | José Recio          |
| 7.ª     | 14 de septiembre | Piera – Igualada              | 129,5 | Antonio Coll         | José Recio          |
| 7.ª B   | 14 de septiembre | Igualada – Igualada (CRI)     | 33,3  | Julián Gorospe       | José Recio          |

### Prólogo[1]
07-09-1983: Salou – Salou, 3,8 km. (CRI):
|   | Ciclista            | Equipo     | Tiempo |
| - | ------------------- | ---------- | ------ |
| 1 | Bert Oosterbosch    | TI-Raleigh | 4' 29" |
| 2 | Jesús Blanco Villar | Teka       | + 05"  |
| 3 | José Recio          | Kelme      | + 11"  |

|   | Ciclista            | Equipo     | Tiempo |
| - | ------------------- | ---------- | ------ |
| 1 | Bert Oosterbosch    | TI-Raleigh | 4' 29" |
| 2 | Jesús Blanco Villar | Teka       | + 05"  |
| 3 | José Recio          | Kelme      | + 11"  |

### 1.ª etapa[2]
08-09-1983: Salou – Amposta, 194,0:
|   | Ciclista          | Equipo      | Tiempo     |
| - | ----------------- | ----------- | ---------- |
| 1 | Frank Hoste       | Europ Decor | 5h 37' 36" |
| 2 | Gilbert Glaus     | Cilo-Aufina | m. t.      |
| 3 | Noël Dejonckheere | Teka        | m. t.      |

|   | Ciclista            | Equipo     | Tiempo     |
| - | ------------------- | ---------- | ---------- |
| 1 | Bert Oosterbosch    | TI-Raleigh | 5h 42' 05" |
| 2 | Jesús Blanco Villar | Teka       | + 05"      |
| 3 | José Recio          | Kelme      | + 11"      |

### 2.ª etapa[3]
09-09-1983: Amposta – Lérida, 168,3 km.:
|   | Ciclista      | Equipo     | Tiempo     |
| - | ------------- | ---------- | ---------- |
| 1 | Ludo Peeters  | TI-Raleigh | 4h 42' 33" |
| 2 | Theo de Rooij | TI-Raleigh | + 11"      |
| 3 | Jesús Guzmán  | Kelme      | m. t.      |

|   | Ciclista            | Equipo     | Tiempo      |
| - | ------------------- | ---------- | ----------- |
| 1 | Bert Oosterbosch    | TI-Raleigh | 10h 24' 52" |
| 2 | Jesús Blanco Villar | Teka       | + 05"       |
| 3 | José Recio          | Kelme      | + 11"       |

### 3.ª etapa[4]
10-09-1983: Lérida – Esplugas de Llobregat, 161,5 km.:
| Resultado de la 3a etapa \| \| Ciclista \| Equipo \| Tiempo \| \| - \| ------------------- \| ----------------- \| ---------- \| \| 1 \| Frank Hoste \| Europ Decor \| 3h 40' 13" \| \| 2 \| Sergio Santimaria \| Del Tongo-Colnago \| m. t. \| \| 3 \| Jesús Blanco Villar \| Teka \| m. t. \| |                     |                   |            |
| | Ciclista            | Equipo            | Tiempo     |
| 1 | Frank Hoste         | Europ Decor       | 3h 40' 13" |
| 2 | Sergio Santimaria   | Del Tongo-Colnago | m. t.      |
| 3 | Jesús Blanco Villar | Teka              | m. t.      |

### 3.ª etapa B
10-09-1983: Barcelona - Barcelona, 45,0 km.:
|   | Ciclista          | Equipo              | Tiempo            |
| - | ----------------- | ------------------- | ----------------- |
| 1 | Noël Dejonckheere | Teka                | 1h 02' 43" (-15") |
| 2 | Johan Lammerts    | TI-Raleigh          | m. t. (-12")      |
| 3 | Dirk Krikilion    | Zafiro-Van de Vende | m. t. (-10")      |

|   | Ciclista            | Equipo   | Tiempo      |
| - | ------------------- | -------- | ----------- |
| 1 | Jesús Blanco Villar | Teka     | 14h 05' 10" |
| 2 | José Recio          | Kelme    | + 06"       |
| 3 | Julián Gorospe      | Reynolds | + 08"       |

### 4.ª etapa[5]
11-09-1983: Barcelona - Olot, 172,0 km.:
|   | Ciclista         | Equipo     | Tiempo     |
| - | ---------------- | ---------- | ---------- |
| 1 | Ludo Peeters     | TI-Raleigh | 4h 30' 21" |
| 2 | José Luis Laguía | Reynolds   | m. t.      |
| 3 | Vicente Belda    | Kelme      | m. t.      |

|   | Ciclista         | Equipo           | Tiempo      |
| - | ---------------- | ---------------- | ----------- |
| 1 | Ludo Peeters     | TI-Raleigh       | 18h 35' 40" |
| 2 | José Luis Laguía | Reynolds         | + 10"       |
| 3 | Álvaro Pino      | Zor-Gemeaz Cosan | + 42"       |

### 5.ª etapa[6]
12-09-1983: Olot - Playa de Aro, 159,0 km. :
|   | Ciclista       | Equipo              | Tiempo     |
| - | -------------- | ------------------- | ---------- |
| 1 | Gilbert Glaus  | Cilo-Aufina         | 4h 08' 12" |
| 2 | Frank Hoste    | Europ Decor         | m. t.      |
| 3 | Dirk Krikilion | Zafiro-Van de Vende | m. t.      |

|   | Ciclista         | Equipo           | Tiempo      |
| - | ---------------- | ---------------- | ----------- |
| 1 | Ludo Peeters     | TI-Raleigh       | 22h 43' 52" |
| 2 | José Luis Laguía | Reynolds         | + 10"       |
| 3 | Álvaro Pino      | Zor-Gemeaz Cosan | + 42"       |

### 6.ª etapa[7]
13-09-1983: Gerona – Manresa, 204,0 km.:
|   | Ciclista        | Equipo            | Tiempo    |
| - | --------------- | ----------------- | --------- |
| 1 | José Recio      | Kelme             | 5h 41' 27 |
| 2 | Rudy Pevenage   | Del Tongo-Colnago | + 04' 48" |
| 3 | Henk Lubberding | TI-Raleigh        | m. t.     |

|   | Ciclista            | Equipo           | Tiempo      |
| - | ------------------- | ---------------- | ----------- |
| 1 | José Recio          | Kelme            | 28h 26' 44" |
| 2 | Faustino Rupérez    | Zor-Gemeaz Cosan | + 04' 56"   |
| 3 | Gerard Veldscholten | TI-Raleigh       | + 04' 58"   |

### 7.ª etapa[8]
14-09-1983: Piera – Igualada, 129,5 km.:
| Resultado de la 7ª etapa A \| \| Ciclista \| Equipo \| Tiempo \| \| - \| --------------------- \| ----------------- \| ---------- \| \| 1 \| Antoni Coll \| Teka \| 3h 11' 34" \| \| 2 \| Guido Van Calster \| Del Tongo-Colnago \| +29" \| \| 3 \| Miguel Ángel Iglesias \| Kelme \| m. t. \| |                       |                   |            |
| | Ciclista              | Equipo            | Tiempo     |
| 1 | Antoni Coll           | Teka              | 3h 11' 34" |
| 2 | Guido Van Calster     | Del Tongo-Colnago | +29"       |
| 3 | Miguel Ángel Iglesias | Kelme             | m. t.      |

### 7.ª etapa B
14-09-1983: Igualada – Igualada, 33,3 km. (CRI):
|   | Ciclista         | Equipo           | Tiempo  |
| - | ---------------- | ---------------- | ------- |
| 1 | Julián Gorospe   | Reynolds         | 48' 12" |
| 2 | Julius Thalmann  | Cilo-Aufina      | +35"    |
| 3 | Faustino Rupérez | Zor-Gemeaz Cosan | +42"    |

|   | Ciclista         | Equipo           | Tiempo      |
| - | ---------------- | ---------------- | ----------- |
| 1 | José Recio       | Kelme            | 32h 28' 11" |
| 2 | Faustino Rupérez | Zor-Gemeaz Cosan | + 04' 26"   |
| 3 | Julius Thalmann  | Cilo-Aufina      | + 04' 27"   |

## Clasificación General
|    | Ciclista            | Equipo           | Tiempo      |
| -- | ------------------- | ---------------- | ----------- |
|    | José Recio          | Kelme            | 32h 28' 11" |
| 2  | Faustino Rupérez    | Zor-Gemeaz Cosan | + 04' 26"   |
| 3  | Julius Thalmann     | Cilo-Aufina      | + 04' 27"   |
| 4  | Gerard Veldscholten | TI-Raleigh       | + 04' 34"   |
| 5  | Pedro Delgado       | Reynolds         | + 05' 01"   |
| 6  | Julián Gorospe      | Reynolds         | + 06' 05"   |
| 7  | Henk Lubberding     | TI-Raleigh       | + 06' 07"   |
| 8  | José Luis Laguía    | Reynolds         | + 06' 43"   |
| 9  | Faustino Cueli      | Teka             | + 07' 02"   |
| 10 | Vicente Belda]      | Kelme            | + 07' 07"   |

## Clasificaciones secundarias
|   | Ciclista         | Equipo           | Puntos    |
| - | ---------------- | ---------------- | --------- |
| 1 | Ángel Ocaña      | Zor-Gemeaz Cosan | 49 puntos |
| 2 | José Luis Laguía | Reynolds         | 39 puntos |
| 3 | Álvaro Pino      | Zor-Gemeaz Cosan | 23 puntos |

|   | Ciclista        | Equipo              | Puntos    |
| - | --------------- | ------------------- | --------- |
| 1 | Ronny Van Holen | Zafiro-Van de Vende | 36 puntos |
| 2 | Patrick Cocquyt | Zafiro-Van de Vende | 39 puntos |
| 3 | Ángel Ocaña     | Zor-Gemeaz Cosan    | 12 puntos |

|   | Ciclista      | Equipo      | Puntos    |
| - | ------------- | ----------- | --------- |
| 1 | Frank Hoste   | Europ Decor | 41 puntos |
| 2 | Gilbert Glaus | Cilo-Aufina | 24 puntos |
| 3 | Ludo Peeters  | TI-Raleigh  | 23 puntos |

|   | Equipo           | Nacionalidad | Tiempo       |
| - | ---------------- | ------------ | ------------ |
| 1 | TI-Raleigh       | Países Bajos | 100h 49' 50" |
| 2 | Reynolds         | España       | + 48"        |
| 3 | Zor-Gemeaz Cosan | España       | + 56"        |